# Podlesie (Lelów)
Pour les articles homonymes, voir Podlesie.
Podlesie est une localité polonaise de la gmina de Lelów, située dans le powiat de Częstochowa en voïvodie de Silésie.